# 公共図書館
公共図書館（こうきょうとしょかん）とは、不特定多数の一般公衆の利用に供することを目的として設立、運営されている図書館のことである。最も身近な図書館として地域の人々に読書をはじめとする情報サービスを提供し、人々が知識や情報を得たりレクリエーションを楽しめるように助けることを目的としている。公共図書館は近代国家にとって不可欠の社会施設とみなされている。
公共図書館は世界のほとんどの国、数多くの町に設置されており多くの場合、公共の機関や組織によって運営されている。日本では大半の公共図書館は地方公共団体が設置主体の公立図書館である。日本には2020年現在、私立図書館も含めて3,316の公共図書館があり、約4億5724万5千冊の蔵書を所蔵している。

## 概念と範囲
「公共図書館」という名称は英語のpublic libraryに対応しており、文字通りパブリック（公共）に開かれた図書館という意味である。ユネスコの「公共図書館宣言」によれば公共図書館は利用者が年齢、性別、国籍、身分などの社会的条件を問わず等しくサービスを行い地域において人々が知識と情報を得るためのセンターであるとされる。
国際図書館連盟(IFLA)が発表している『IFLA公共図書館サービスガイドライン 第2版-理想の公共図書館サービスのために』においては、公共図書館は、「市町村レベル、地域レベル、あるいは全国レベルの政府のいずれか、もしくはなんらかの行政とは異なる形態の地元の組織によって設置され、支援され、資金供給を受ける、コミュニティが運営する組織である」と定義されている。また、その目的は、「個人や集団がもつ教育や情報、およびレクリエーションや余暇活動を含む個々人の成長にかかわるニーズを充足させるために、さまざまなメディアを用いて、情報資源とサービスを提供すること」であるとしている。
日本においては開かれた図書館である事を強調する事は少なく、公共図書館は公立図書館と混同されがちである。しかし概念としては、公共図書館には開かれた私立図書館も含まれる。
公共図書館は1950年制定の図書館法においても曖昧である。図書館法第2条において図書館は図書等の資料を収集し一般公衆の利用に供しその教養、調査研究、レクリエーションに資することを目的とする公立（都道府県または市町村が設置）および私立（日本赤十字社または一般社団法人若しくは一般財団法人が設置）の施設という定義が行われている。これが日本の公共図書館を定義づけていると理解されている。しかし、図書館法では「公共図書館」という語は用いられておらず、第2条も単に同法上において「図書館」と呼ばれる施設について定義しているに過ぎない。従って「公共図書館とは何か」を法的に厳密に定める根拠は存在しない。
今日の日本における私立図書館は特定の人々のみをサービスの対象としている専門図書館が大半であるので、単に公共図書館といった場合、図書館法上の図書館の中でも公立図書館のみを限定的に指す例がしばしばみられる。

### 公民館図書室との違い
公民館は図書室を持っている場合があり、業務内容や機能は公共図書館と実質的な差はほぼない。強いて差を挙げるならば、図書館法に基づいて「設置」されるのが公共図書館、社会教育法に基づいて公民館サービスの1つとして「運営」されるのが公民館図書室であり、小規模自治体における公民館図書室は将来的に公共図書館へと発展することが期待されている場合が多い。

## サービス
伝統的には主に書籍や雑誌、新聞などの逐次刊行物を収集・所蔵し利用者に対して提供しているが近年では視聴覚資料（ビデオテープ、カセットテープ、CD、DVDなど）も提供されるようになっている。中にはインターネットの端末やWi-Fiを利用者の自由な利用に供する公共図書館もあり、地域において公共に開かれた情報拠点となっている。
公共図書館の図書館サービスは無料を原則としており利用者は図書館の利用代金は複写や郵送にかかる実費の負担を除き、課されることはない。しかしニューヨーク公共図書館など世界の一部の公共図書館では、有料でビジネス支援などの高度なサービスを行っている場合もある。日本では図書館法により公立図書館（公立の公共図書館）は利用に代価を徴収することを禁じられているが私立図書館（私立の公共図書館）はその限りではなく、法律の規定の上では利用料を設定することも可能である。そもそも公立図書館における無料原則そのものも図書館法によって初めて規定されたものであり、同法制定以前は公立図書館における使用料の徴収が法的に認められていたのである。
資料の提供は館内での閲覧にとどまらず、館外への貸出まで行っていることがほとんどである。また利用者が資料に直に接して自由に利用できるようにするため、資料を閲覧スペース内に設けた書架に配置する開架式が一般的である。しかし調査研究の機能を重視し、個人に対する貸出を行わない公共図書館も存在する(例:都立中央図書館)。
公共図書館が資料を貸出などによって無料で利用できることに対しては本来その資料が読者によって購入されることにより、商業的に利益を得ることができたはずである著作権者や出版者の権利を侵害しているとみなされることがある。このため、ヨーロッパを中心にいくつかの国では国などの公的な機関が権利者に代償金を交付する公貸権制度が設定されている。
また公共図書館は一般市民を対象とした情報発信の場としても機能しており多くの国では地元の催しものの案内、市の条例や区画整理の討論会議の内容および日程告知が貼り出されている。近郊の公共交通機関の路線図や時刻表、市民大学のパンフレット、確定申告の用紙、移民対象の相談やドメスティックバイオレンス・シェルターのちらしなどが自由に持ち帰れるように用意されていることもある。
日本では市役所などと異なり土曜日や日曜日でも開館しているところが多く、その代わりに月曜日もしくは火曜日を休館日とするところが多い。同一自治体内に複数の館が設置されている場合は、休館日を館毎にずらして住民の利便性を確保する動きもみられる。なお、祝日は地域や図書館によって開館しているところと休館しているところがある。また年末年始は休館するところが多く、それ以外に蔵書を整理、確認するために年に一度、数日か一週間以上特別整理休館になる場合がある。開館日・開館時間帯以外であっても、資料（破損しやすい視聴覚資料、および相互貸借資料を除く）の返却については図書館や公民館等に設けられた返却ポストを利用できることが殆どである。

### イベント
公共図書館では、子供と本を結び付ける行事が行われる。伝統的には、読み聞かせやストーリーテリング、ブックトークといった手法が用いられてきたが、2000年を前後して、ビブリオバトル、読書通帳、図書館福袋、ぬいぐるみお泊まり会など新たなイベントが企画・実行されるようになってきた。

## 歴史
知識の集積である図書を収めた図書館を単なる書物の収蔵庫と見なすのではなく、学ぼうとする意欲のある公衆に公開することを行った例は、古く古代ギリシア、古代ローマなど人類の歴史の比較的早い時期からみられる。古代における公共施設としての公開図書館を例外として、古い時代の多くの公開図書館は学者や政治家などの蔵書家が私的コレクションを篤志により一時的に公衆の利用に開放したものがほとんどであった。日本においても石上宅嗣の「芸亭」など、図書館のはしりとみなされる文庫はそうした性格をもつ図書館であったということができる。1831年に仙台藩の仙台城下町に設置された「青柳文庫」では身分に関係なく閲覧・貸出がなされたという。
16世紀から18世紀頃のイギリス、フランス、アメリカなどではこうした篤志家による一般公開図書館の規模、数量、存続期間などが拡大しまた貸出など近代的な図書館サービスも行われるようになって恒常的な公共図書館への道が開かれた。また1731年にアメリカのベンジャミン・フランクリンらが設立したフィラデルフィア図書館会社を端緒として図書館会社によって運営される会員制図書館が流行し、英米を中心に市民の読書に対する欲求を満たすための図書館が誕生していった。19世紀に入ると各地で市民の不特定多数をサービスの対象とする公立の図書館が設立され、公共図書館は博物館などと並んで近代国家に不可欠の社会施設としての地位を確立する。
欧米における図書館の発展は開国後の日本にもいち早く伝えられ明治の初年には各地で新聞縦覧所、集書院などの名称をもつ施設が設立されて新聞などの情報メディアを公衆に公開する試みが行われた。
明治期中期以降には公衆を利用の対象とする図書館は「通俗図書館」などの名称をもって呼ばれ、その設立は主に都道府県や市町村よりも地域の教師などの教育関係者や教育に関心をもつ有力者によって構成された「教育会」と呼ばれる半官半民の団体やあるいは個人の篤志家が設置母体となって推進された。明治後期以降は図書館に関する法規や制度が整備され、大正期から昭和初期にかけては公立図書館の設立が進む。だが1899年制定の図書館令では「図書閲覧料」、1933年の全面改正以後は「閲覧料」及び「附帯施設利用料」の名目で公立図書館が利用者から使用料を取ることが認められており政府は無料公開などの公衆が図書やメディアに自由に接触させる措置には思想統制・国民教化の観点から否定的な姿勢に終始した。それでも一部の公私立図書館では図書館の無料公開に向けた活動が徐々に行われるようになっていった。
しかし順調に発展を続けてきた日本の図書館は太平洋戦争による財政難、被災などにより大きな打撃を受け数多くの図書館が閉鎖や縮小を余儀なくされた。戦後の復興期には自動車による移動図書館（ブックモービル）が各地の公立図書館によって運用され、図書館が身近に存在しない地域にサービスを広げるきっかけになった。また戦前の図書館が国民の思想善導、教育といった統制的な性格を強く持っていったことが反省され一般公衆に等しくサービスを行う公共図書館の概念が1950年制定の図書館法を通じて導入された。
1963年に日本図書館協会は『中小都市における公共図書館の運営』（略称：中小レポート）を出版する。中小公共図書館は公共図書館の中でも中核をなす存在であり、故に住民に直接的に関るべき中小図書館の運営基準について新たな活路を見出そうという目的で作成された。中小レポート以前の図書館は閲覧主体であり、教育の場としての図書館であったため一般市民には疎遠であった。その現状を憂い、貸出し中心の図書館への転換を推進しようと提起されたものである。このレポートは日本の公共図書館に大きな転機をうながしたと言われている。
1960年代以降、高度経済成長を経て公立図書館の新設が相次いだ。また各地の公立図書館では公民館や小学校などに併設した分館の設置が進められ、より住民に身近な地域の図書館が目指された。この結果公共図書館は量的に充実し現在ではすべての都道府県、多くの市町村に公共図書館が設置されるに至っている。サービスについてみると戦後の図書館は貸出サービスの拡大が顕著であり、多くの人々を読書に親しませる拠点としての役割を果たすようになった。
しかし21世紀初頭現在、日本の図書館の設置率は他の先進諸国に比べるとまだ低くサービス内容も改善が必要とされている。G7諸国のうち人口10万人に対する図書館の数はドイツが14.78館と最も多く、日本は2.21館と最少である。また日本は市の97.9%に図書館があるが町は48.3%、村はわずか17.6%と圧倒的に都市部に集中している。また都市部でも無料で利用できる公共の建物が数少ないため図書館が混雑しており、閉館時間が早く（17時）、閉館日が多い。2003年9月2日施行の指定管理者制度によって民間企業やNPOが運営やコンサルトを行い返却処理を短時間に縮める、開館日を増やし開館時間を延長して利便性を上げる、閉館後に起業者のための講座を行う、市の職員を減らし民間人を採用して人件費を下げる一方で司書の数を増やす、PFI公式で民間に建設も委託するといった新しい手段で運営される公共図書館も現れている。